# George Buza
George Buza (sinh ngày 7 tháng 1 năm 1949) là một diễn viên người Mỹ gốc Canada, người nổi tiếng với việc lồng tiếng cho Quái thú trong loạt phim hoạt hình X-Men.

## Cuộc sống cá nhân
Anh sinh ra ở Cleveland, Ohio, anh chuyển đến Toronto, Ontario, Canada, khi còn trẻ và trở thành công dân Canada vào năm 1998.

## Sự nghiệp
George Buza đã từng diễn vai Turner Edison trên Maniac Mansion trong khoảng 1990-1993 trên YTV và Kênh gia đình. Anh cũng có một vai diẽn trong Red Green Show. Anh xuất hiện với vai Jake McKenna nhiều lần trong bộ phim truyền hình Honey, I Shrunk the Kids: The TV Show. Ngoài ra, anh đóng vai Doubar, anh trai của Sinbad, trong bộ phim truyền hình The Adventures of Sinbad, cũng như vai diễn định kỳ trong Mutant X được cung cấp. George cũng từng xuất hiện trong tập 11 của chương trình Read All About It của TVOntario và  Buck Norris trên The Strain. Anh từng diễn vai là một trong những bộ tộc Kzamm trong Quest for Fire (phim).
Anh cũng xuất hiện với vai diễn là một tài xế xe tải trong bộ phim X-Men năm 2000, và một người đi xe đạp trong Nhật ký chết chóc của George Romero. Anh đóng vai Stuckmore trong Men With Broom năm 2002. George Buza cũng đã đóng vai Lenny "The Brain" Lepinski trong chương trình truyền hình Quebec-Ontario có tên "The Last Chapter". Anh cũng đóng vai Santa, nhân vật đã chiến đấu với Krampus trong bộ phim kinh dị (A Christmas Horror Story)

### Công việc lồng tiếng phim
George có lẽ được biết đến nhiều nhất với việc lồng tiếng cho Quái thú trong Series hoạt hình X-Men. Anh cũng đã lồng tiếng trong các video game X-Men: Children of the Atom và cả hai trò chơi X-Men: Mutant Academy. Anh cũng thuật lại tiêu đề mở đầu và lồng tiếng cho một số nhân vật trong Jayce and the Wheeled Warriors.
George cũng đã cung cấp tiếng nói nhân vật trong nhiều bộ phim hoạt hình truyền hình. Ông lồng tiếng cho Grandpa Granger trong bản lồng tiếng Anh của Beyblade, Chirpa chính trong Star Wars: Ewoks, và các vai diễn khác trong Star Wars: Droids, The Busy World of Richard Scarry, Huyền thoại chiến binh: Guardians of the Legend, The Neverending Story, Babar, Hammerman, Grossology, Iggy Arbuckle, Dog City, Pecola, Monster Force, Franny's feet Starlink: Battle for Atlas vàCâu chuyện từ tiền điện tử.
Ông cũng cung cấp tiếng nói của mình trong bản lồng tiếng Anh của video game Medabots và Power Stone.

## Danh sách phim ảnh

### Phim truyền hình
- những cuộc phiêu lưu của Sinbad - Doubar
- Beyblade - Grandpa Granger (English Dub) [3]
- Franny’s Feet - Grandpa [3]
- Dog City - Steven [3]
- Little Bear (TV series) - Rusty Bear
- Grossology - Sloppy Joe, Frankenbooger [3]
- Maniac Mansion - Turner Edison
- Mythic Warriors: Guardians of the Legend - King Minos, Gorgus [3]
- The Neverending Story - Ogre, East Wind [3]
- Tales from the Cryptkeeper - William, Mr. Armstrong [3]
- Power Stone - Kraken (English Dub)
- Sidekick (TV series) - Sheriff Marshall (episode: "Ye Old Sidekick Village") [3]
- Spider-Man - Beast
- Star Wars: Droids - Additional voices
- Star Wars: Ewoks - Chief Chirpa
- X-Men Animated Series - Beast
- Monster by Mistake- Kragon

### Phim điện ảnh
- A Christmas Horror Story - Santa Claus/Norman
- Diary of The Dead - Tattooed Biker
- The Brain (1988 film) - Varna
- Elliot: The Littlest Reindeer - Santa Claus [3]
- Fish N Chips: The Movie - Chipsus Barbotus, The Admiral [3]
- X-Men - Trucker

### Video games
- Marvel vs. Capcom 2: New Age of Heroes - Colossus
- Starlink: Battle for Atlas - Kharl Zeon [3]
- X-Men: Children of the Atom - Announcer, Colossus, Juggernaut, Omega Red, Magneto
- X-Men: Mutant Academy 2 - Beast.

## Giải thưởng và đề cử
Năm 1992, anh được đề cử Giải thưởng Song Tử cho màn trình diễn xuất sắc nhất trong một chương trình hoặc bộ phim hài cho Maniac Mansion. Ông đã được đề cử một lần nữa vào năm 2001 cho Màn trình diễn xuất sắc nhất trong một chương trình hài hay sê-ri cho chương trình Red Green Show.